# 31861 Darleshimizu
2000 EX68 (asteroide 31861) é um asteroide da cintura principal. Possui uma excentricidade de 0.15416950 e uma inclinação de 1.65669º.
Este asteroide foi descoberto no dia 10 de março de 2000 por LINEAR em Socorro.